# 야브구
야브구(고대 튀르크어: 𐰖𐰉𐰍𐰆[yabɣu], 한자: 葉護[엽호])는 초기 튀르크족 국가들에서 사용하던 관직의 명칭으로, 대략 서양의 부왕(viceroy)과 유사하였다. 이 직함의 실제 지위는 경우에 따라 달랐는데, 중앙의 카간이 가진 권위와의 관계는 경제적, 정치적으로 종속된 경우부터 피상적인 정치적 복종인 경우까지 다양했다. 에프탈족의 멸망 이후 옥수스강 상류의 튀르크 귀족들도 이 지위를 자칭했다.

## 같이 보기
- 오구즈 야브구국
- 카를루크 야브구
- 토하라 야브구
- 샤드 (귀족)
- 에프탈